# 桑格杜
桑格杜是葡萄牙阿威罗区的一个堂区。总面积4.31平方公里，总人口3542人，人口密度821.8人/平方公里。